# Wingewehr WR-2
Das Wingewehr WR-2 ist ein Gerät zur Bestimmung der Windstärke und -richtung in bodenfernen Luftschichten. Es wurde in der Artillerie der NVA zur Feuerleitung, zur Verkürzung des Einschießens und zum Ausrichten von Geschützen und Raketen benutzt. 

## Bezeichnung
Der Begriff Wingewehr ist eine Bezeichnung, die in Dokumenten der Nationalen Volksarmee (NVA) belegt ist. Der Begriff darf keinesfalls mit der historischen Windbüchse verwechselt werden, bei der es sich um ein Luftgewehr handelt.

## Beschreibung
Das Wingewehr WR-2 besteht im Wesentlichen aus einem speziellen Gewehr, welches auf einem Ständer montiert werden kann. Es hat Justierschrauben und Neigungsanzeiger, womit das Laufende exakt senkrecht nach oben ausgerichtet wird. Das Wingewehr WR-2 wird mit besonderen „Sondierungspatronen“ geladen. Diese sind ähnlich wie Schrotpatronen aufgebaut und bestehen aus einer Papphülse mit Treibladung und Bleikugel. Um das Projektil beim Fall mit dem bloßen Auge verfolgen und anschließend den Auftreffpunkt schnell bestimmen zu können, ist die Bleikugel mit einem signalfarbenen Fallband oder einem Leuchtsatz verbunden. Nach dem Abschuss wird durch Messen des Abstandes zwischen Start- und Auftreffpunkt mittels Maßband die Windgeschwindigkeit in verschiedenen Höhen abgeschätzt. Mit einer Gradmesseinrichtung um den Gewehrlauf wird außerdem die Windrichtung bestimmt. Das Wingewehr WR-2 war als Ausrüstungsgegenstand auf dem Fahrzeug „Schallmeßkomplex BPZK 1B19 - Hilfsfahrzeug des Auswertepunktes ZP-2“ vorhanden.

## Munition
Für das Wingewehr WR-2 wurde besondere Munition verwendet. Nachfolgend eine Übersicht:
- Sondierungspatrone SP-1 (Höhenbereich bis 155 Meter), Material-Nummer: 66 60 00
- Sondierungspatrone SP-2 (Höhenbereich bis 185 Meter), Material-Nummer: 66 60 01
- Nachtsondierungspatrone NSP (Höhenbereich bis 192 Meter), Material-Nummer: 66 60 02